# René Coty
René Jules Gustave Coty (Le Havre, 20 de março de 1882, Le Havre – 22 de novembro de 1962 foi um político francês cuja carreira culminou com a sua eleição para a presidência da República em 1954, cargo que ocupou até 1959. Foi o segundo e último presidente da Quarta República Francesa.

## Início da carreira Política
René Coty nasceu em Le Havre e formou-se em filosofia e direito pela Universidade de Caen em 1902. Trabalhou como advogado na sua cidade natal, especializando-se em direito marítimo e comercial. Casou com Germaine Corblet em 21 de maio de 1907.
Inscrito no Partido Radical, em 1907 foi eleito vereador distrital, e em 1908 membro do conselho de Le Havre, fazendo parte da esquerda republicana. Ocupou ambas as posições até 1919. Ao mesmo tempo, foi membro do conselho geral do departamento de Seine-Inférieure (localizado no norte da França) de 1913 a 1942.
Com o início da Primeira Guerra Mundial, Coty juntou-se voluntariamente ao exército, fazendo parte do 129-º regimento de infantaria, que lutou na Batalha de Verdun.
Em 1923, Coty entrou na Câmara dos Deputados, sucedendo a Jules Siegfried como deputado por Seine-Inférieure. Nesta altura da sua carreira política já tinha deixado o partido radical e aderido à União Republicana. Entre 13 e 23 de dezembro de 1930 foi Subsecretário do Interior no Governo de Steeg.
Em 1932 assumiu o cargo de vice-presidente do Conselho Geral de Seine-Inférieure, cargo que ocupou até 1942. Mais tarde, em 1936, foi eleito senador pelo mesmo departamento.
Em 10 de julho de 1940 foi um dos vários políticos que votaram a favor da moção que propunha conceder a Philippe Pétain poderes extraordinários, resultando na colaboração do governo de Vichy com os nazis. Durante a Segunda Guerra Mundial, Coty permaneceu relativamente inativo, embora tenha retomado a sua carreira política pouco antes de terminar.

## Pós-guerra e presidência
Foi membro da Assembleia Constituinte Nacional entre 1944 e 1946, e presidiu ao Grupo Republicano Independente de direita, que mais tarde faria parte do Centro Nacional de Independentes e Camponeses. René Coty foi eleito deputado à Assembleia Nacional (Câmara Baixa) por Seine-Inférieure em 1946. Entre novembro de 1947 e setembro de 1948 foi Ministro da Reconstrução e Planeamento Urbano, na época de Robert Schuman e André Marie. Em novembro de 1948, Coty foi eleito para o Conselho da República, e em 1952 foi Vice-Presidente daquele órgão.
Em 1953 Coty concorreu à presidência. Ele devia achar impossível impor-se; no entanto, após doze votos em que o favorito de direita Joseph Laniel nunca obteve a maioria absoluta necessária para entrar na presidência, e a retirada de outro candidato-chave à direita, Louis Jacquinot, Coty foi finalmente eleito em 23 de dezembro de 1953 na 13ª votação, com 477 votos, contra 329 do socialista Marcel-Edmond Naegelen. Sucedeu a Vincent Auriol como presidente em 16 de janeiro de 1954. A sua mulher morreu no dia 21 de novembro do ano seguinte, causando choque entre os franceses; curiosamente, a causa da sua morte foi um ataque cardíaco, assim como o marido morreria sete anos e um dia depois.
A sua Presidência foi assombrada pela instabilidade política da quarta república e pela revolta argelina. Com o agravamento da crise em 1958, a 29 de maio Coty pediu a Charles de Gaulle, o "mais ilustre dos franceses", que voltasse ajudasse "a salvar a república". Coty ameaçou demitir-se se a nomeação de De Gaulle fosse rejeitada pela Assembleia Nacional.
Nesse mesmo ano, De Gaulle propôs uma nova constituição e, em 28 de setembro, realizou-se um referendo que apoiou a proposta com 79,2%. De Gaulle foi eleito presidente pelo Parlamento em dezembro, e sucedeu a Coty em 9 de janeiro do ano seguinte. Coty foi membro do Conselho Constitucional de 1959 até à sua morte em 22 de novembro de 1962.